# Distrikt Cabanaconde
Der Distrikt Cabanaconde liegt in der Provinz Caylloma in der Region Arequipa in Südwest-Peru. Der Distrikt wurde am 2. Januar 1857 gegründet. Er hat eine Fläche von 461 km². Beim Zensus 2017 wurden 2096 Einwohner gezählt. Im Jahr 1993 lag die Einwohnerzahl bei 3196, im Jahr 2007 bei 2842. Die Distriktverwaltung befindet sich in der 3287 m hoch gelegenen Ortschaft Cabanaconde mit 1632 Einwohnern (Stand 2017). Einzige weitere Ortschaft im Distrikt ist Pinchollo mit 353 Einwohnern.

## Geographische Lage
Der Distrikt Cabanaconde liegt 40 km westlich der Provinzhauptstadt Chivay im Südwesten der Provinz Caylloma. Er hat eine Längsausdehnung in Ost-West-Richtung von 32 km sowie eine Breite von 25 km. Der Distrikt liegt am Südufer des nach Westen fließenden Río Colca. Oberhalb des Colca-Tals wird auf Terrassen Landwirtschaft betrieben. Es gibt zahlreiche Aussichtspunkte mit Blick über die Schlucht. Diese werden von Touristen frequentiert. Das Bergland im Süden des Distrikts ist trocken und öde. Dort befindet sich der abgelegene See Laguna Mucurca. Im Südosten des Distrikts erhebt sich der 6025 m hohe erloschene Vulkan Hualca Hualca.
Der Distrikt Cabanaconde grenzt im Südwesten an den Distrikt Huambo, im Nordwesten an den Distrikt Choco (Provinz Castilla), im Norden an den Distrikt Tapay, im Nordosten an den Distrikt Madrigal, im Osten an den Distrikt Maca sowie im Süden an den Distrikt Lluta.